# Chuck Wepner
Charles „Chuck“ Wepner (* 26. Februar 1939 in Bayonne, New Jersey) ist ein ehemaliger US-amerikanischer Schwergewichtsboxer.
Nach eigener Aussage inspirierte Wepners Kampf gegen Muhammad Ali am 24. März 1975 Sylvester Stallone zum Drehbuch für Rocky. Dieser Aspekt seines Lebens wurde wiederum 2016 verfilmt.

## Profikarriere
Wepner begann seine professionelle Boxkarriere 1964. Er galt als durchschnittlicher Boxer mit Defiziten bei Schlagkraft, Schnelligkeit und Boxtechnik, verdiente sich aber einen gewissen Respekt für seinen ausgeprägten Kampfgeist und überdurchschnittliche Nehmerfähigkeiten. Mehrere seiner vorzeitigen Niederlagen wurden durch seine Anfälligkeit für Platzwunden verursacht, was ihm den Spitznamen The Bayonne Bleeder einbrachte.
Er verlor in der Aufbauphase bereits gegen namenlose Gegner, aber auch angesehene Boxer wie Buster Mathis. Er war im August 1969 Gegner von George Foreman in dessen viertem Profikampf. Trotz seiner deutlich größeren Erfahrung von 24 Kämpfen wurde er von dem 20-jährigen Foreman klar deklassiert und verlor schon in der dritten Runde durch technischen K. o.
1970 besiegte er mit Manuel Ramos erstmals einen bekannteren Gegner. Im gleichen Jahr fand eine Begegnung mit dem Ex-Weltmeister Sonny Liston statt. Es war Listons letzter Kampf. Liston hatte seit seiner letzten Niederlage gegen Muhammad Ali alle seine Kämpfe siegreich gestalten können und nur gegen den hart schlagenden Leotis Martin, der hoch in der Weltrangliste geführt wurde, verloren. Obwohl Liston seinen Zenit als Boxer schon überschritten hatte, beherrschte er Wepner immer noch klar und gewann vorzeitig, da dieser wieder wegen verschiedener Platzwunden aus dem Kampf genommen wurde. Gegen Joe Bugner verlor Wepner anschließend erneut nach Cuts, gegen den unbekannten Jerry Judge durch K. o.
1973 kam es zum dubiosesten Kampf seiner Laufbahn, als ihm gegen Ernie Terrell ein schmeichelhafter Punktsieg zugesprochen wurde. Fernsehaufzeichnungen von diesem Kampf existieren nicht, die Journalisten führten das Ergebnis weniger auf das Ringgeschehen als auf die Einflussnahme seines Managers Al Braverman zurück.
Braverman-Freund Don King vermittelte Wepner mit 36 Jahren als WM-Herausforderer an Muhammad Ali. Ali gewann den Kampf am 24. März 1975 durch K. o. in der 15. Runde, nachdem er in der 9. Runde überraschend zu Boden gegangen und bis 8 angezählt worden war. Eine spätere Analyse von Film- und Fotodokumenten ergab, dass Wepner Ali auf den Fuß getreten und so Ali zu Fall gebracht hatte.
1976 verlor Wepner gegen Duane Bobick und im Juni einen Show-Boxkampf gegen den 2,13 m großen und über 200 kg schweren Wrestler André the Giant. 1978 beendete er schließlich seine Karriere.

## Späteres Leben
Sylvester Stallone hatte Wepners Kampf gegen Ali gesehen und schrieb kurz danach das Drehbuch für den Film Rocky. Im Jahr 2003 verklagte Wepner Stallone für die Verfilmung seiner Geschichte. Stallone und Wepner einigten sich außergerichtlich auf eine Zahlung in unbekannter Höhe.
2011 entstand unter der Regie von Jeff Feuerzeig der Dokumentarfilm The Real Rocky. Ebenso von Feuerzeig als Autor stammt der Film Chuck – Der wahre Rocky, der Wepners Geschichte fiktionalisiert darstellt.
Seit Anfang der 2000er Jahre arbeitet Wepner für den Spirituosenhändler Majestic Wines and Spirits in Carlstadt, New Jersey.